# Euphorbia tuberculata
Euphorbia tuberculata är en törelväxtart som beskrevs av Nikolaus Joseph von Jacquin. Euphorbia tuberculata ingår i släktet törlar, och familjen törelväxter. Inga underarter finns listade i Catalogue of Life.